# Clément Venturini
Clément Venturini (Villeurbanne, Roine, 16 d'octubre de 1993) és un ciclista francès professional des del 2014. Actualment corre a l'equip Arkéa-B&B Hotels. Combina la carretera amb el ciclocròs. Ha guanyat 7 cops el Campionat de França de ciclocròs.

## Palmarès en ruta
- 2012
  - Vencedor d'una etapa al Tour del Pays Roannais
- 2014
  - Vencedor d'una etapa al Roine-Alps Isera Tour
- 2016
  - Vencedor d'una etapa a la Volta a Àustria
- 2017
  - 1r als Quatre dies de Dunkerque
  - Vencedor d'una etapa a la Volta a Àustria
- 2018
  - Vencedor d'una etapa a la Ruta d'Occitània

### Resultats al Giro d'Itàlia
- 2018. 104è de la classificació general

### Resultats a la Volta a Espanya
- 2019. 90è de la classificació general
- 2021. 97è de la classificació general

### Resultats al Tour de França
- 2020. 104è de la classificació general

## Palmarès en ciclocròs
- 2010-2011
  -  Campió del món en ciclocròs júnior
- 2013-2014
  -  Campió de França en ciclocròs sub-23
- 2014-2015
  - 1r a l'EKZ CrossTour
- 2015-2016
  - 1r a la Copa de França
- 2016-2017
  -  Campió de França en ciclocròs
  - 1r a la Copa de França
- 2018-2019
  -  Campió de França en ciclocròs
- 2019-2020
  -  Campió de França en ciclocròs
- 2020-2021
  -  Campió de França en ciclocròs
- 2022-2023
  -  Campió de França en ciclocròs
- 2023-2024
  -  Campió de França en ciclocròs
- 2024-2025
  -  Campió de França en ciclocròs